# Haplohymenium
Haplohymenium là một chi rêu trong họ Thuidiaceae.